# أرشيبالد غريمكي
أرشيبالد هينري غريمكي (بالإنجليزية: Archibald Grimké) (17 أغسطس 1849-25 فبراير 1930) محام أمريكي ومفكر وصحفي ودبلوماسي وقائد مجتمعي في القرن التاسع عشر وأوائل القرن العشرين. تخرج من مدارس المحررين، وجامعة لينكولن في بنسلفانيا، وكلية الحقوق في جامعة هارفارد، وشغل منصب القنصل الأمريكي في جمهورية الدومينيكان من عام 1894 إلى عام 1898. كان ناشطًا في مجال حقوق السود، وعمل في بوسطن وواشنطن العاصمة. كان نائبًا وطنيًا لرئيس الجمعية الوطنية للنهوض بالملونين (إن إيه إيه سي بّي)، وكذلك رئيسًا لفرعها في واشنطن العاصمة.

## النشأة والتعليم
ولد غريمكي عبدًا بالقرب من تشارلستون في كارولينا الجنوبية، في عام 1849. كان الابن الأكبر لثلاثة أبناء لنانسي ويستون، التي ولدت أيضًا كعبدة، وهي ابنة مستعبدة أفريقية أو أمريكية من أصل أفريقي ومالكها الأبيض هنري دبليو غريمكي، وكان أرملًا. اعترف هنري بأبنائه، على الرغم من أنه لم يعتقهم (يحررهم)، أو يجعل بقية أفراد أسرته على علم بوجودهم. أخواه هما فرانسيس وجون. كان هنري عضوًا في عائلة بارزة كبيرة تملك العبيد في تشارلستون. كان والده وأقاربه مزارعين وناشطين في الدوائر السياسية والاجتماعية.
انتقل هنري -بعد أن أصبح أرملًا- مع ويستون إلى مزرعته خارج تشارلستون. علم نانسي وأبناءه القراءة والكتابة. حاول هنري بينما كان يحتضر في عام 1852، حماية عائلته الثانية بإعداد نانسي، التي كانت حاملاً بطفلهما الثالث، وابنيهما أرشيبالد وفرانسيس لابنه القانوني (الأبيض) ووريثه مونتاج غريمكي، والتي كانت والدته زوجة هنري المتوفاة. وأمر بأن «يُعاملوا كأفراد من العائلة»، لكن مونتاج لم يقدم لهم شيئًا جيدًا.
أحضرت إليزا أخت هنري- التي نفذت وصيته- العائلة إلى تشارلستون وسمحت لهم بالعيش كما لو كانوا أحرارًا، لكنها لم تساعدهم ماليًا. تولت نانسي ويستون غسل الثياب وقامت بأعمال أخرى. التحق الأولاد عندما كبروا بمدرسة عامة للسود المعتقين. زعم مونتاج أنهم عبيد في عام 1860، وجلب الأولاد إلى منزله كخدم. وظّف كل من أرشيبالد وفرانسيس في وقت لاحق. باع مونتاج غريمكي فرانسيس بعد أن تمرد. هرب أرشيبالد واختبأ لمدة عامين مع أقاربه حتى بعد انتهاء الحرب الأهلية.
التحق الأولاد الثلاثة بعد انتهاء الحرب الأهلية الأمريكية بمدارس المحررين، حيث أُدركت مواهبهم من قبل المعلمين. حصلوا على الدعم لإرسال أرشيبالد وفرانسيس إلى الشمال. درسوا في جامعة لينكولن في ولاية بنسلفانيا، التي أنشئت لتعليم السود.

### أخوات غريمكي
بحلول الوقت الذي بدأ فيه هنري علاقته مع ويستون، كانت شقيقتاه الصغيرتان، سارة وأنجلينا، قد غادرتا تشارلستون لسنوات. غادرتا الجنوب وتركتا عائلتهما لأنهما لم ترغبا في العيش في مجتمع من العبيد، وأصبحتا من دعاة إلغاء الرق ونسويتان معروفتان، بالاعتماد على معرفتهن المباشرة بأهوال العبودية. كانتا معروفتان معًا باسم الأختان غريمكي، وكانتا نشطتين ككاتبتان ومتحدثتان في الدوائر المناصرة لإلغاء العبودية الشمالية، بعد أن انضمتا إلى الكويكرز والجمعية الأمريكية لمكافحة الرق. بعد أن تزوجت أنجلينا من ثيودور ويلد، عاش الثلاثة وعملوا لسنوات في نيو جيرسي، وأداروا مدرسة معًا. انتقلوا في عام 1864 إلى هايد بارك في ماساتشوستس، مجتمع جديد خارج بوسطن.
قرأت أنجلينا غريمكي ويلد في عام 1868 مقالًا يقارن فيه إدوين باور، الأستاذ في جامعة لينكولن بالقرب من فيلادلفيا، بين هيئة الطلاب السود في لينكولن بشكل إيجابي مع أي صف حصل عليه في أي وقت مضى، مع مدح خاص لطالب يدعى غريمكي، الذي جاء الجامعة بعد إعتاقه توًا. ذّهلت، وتحققت، ووجدت أن أرشيبالد وإخوته هم أبناء أخيها.
اعترفت وسارة بالأولاد وأمهم نانسي ويستون كأفراد من العائلة، وحاولتا توفير فرص أفضل لهم. دفعتا تكاليف تعليم أبناء أخيهم، إذ التحق أرشيبالد وفرانسيس بجامعة هارفارد وجامعة هوارد، على التوالي، في كلية الحقوق. انتقل فرانسيس إلى مدرسة برنستون اللاهوتية وأصبح كاهنًا.
قدم آل غريمكي الشباب إلى دوائرهم الداعية إلى إلغاء العبودية. ترك الابن الأصغر جون المدرسة وعاد إلى الجنوب، وفقد الاتصال بإخوته وعائلة غريمكي. وجدهم أساتذتهم طلابًا استثنائيين، وتخرج كل من أرشيبالد وفرانسيس من لينكولن في عام 1870.